# 廷臣八十八卿列参事件
廷臣八十八卿列参事件（ていしんはちじゅうはちきょう れっさんじけん）は、1858年（安政5年）に日米修好通商条約締結の勅許打診を巡って発生した、公家による抗議行動事件である。

## 経緯
日米修好通商条約締結にあたり、幕府は水戸藩を中心とした攘夷論を抑えるために孝明天皇の勅許を得ることにし、老中・堀田正睦が参内することとなった。しかし安政5年3月12日（1858年4月25日）に関白・九条尚忠が朝廷に条約の議案を提出したところ、堂上公家137家のうち、岩倉具視や中山忠能ら合計88名が条約案の撤回を求めて抗議の座り込みを行った。これに続いて、官務・壬生輔世と出納・平田職修より地下官人97名による条約案撤回を求める意見書が提出された。
その結果孝明天皇は条約締結反対の立場を明確にし、20日には参内した堀田に対して勅許の不可を下し、以後条約の勅許を頑強に拒否することとなった。
勅許を得られなかった責任を取る形で堀田正睦は老中辞職に追い込まれた他、九条尚忠も内覧職権を一時停止された。幕府は井伊直弼主導のもとに88人の当事者の処罰に動き、公家側から多くの処罰者が出ることとなる。

## 歴史的背景及び意義
江戸時代、公家社会は禁中並公家諸法度以後の諸法令によって、江戸幕府が派遣する京都所司代による強圧的な統制下に置かれていた。更に、五摂家や武家伝奏となったごく一握りの者以外、公家の大多数は経済面においても内職をして収入を得なければならないほど苦しい状況に置かれていた。
条約の勅許を打診されたことを契機に、中・下級の公家たちの江戸幕府に対する政治的・経済的な鬱屈が、抗議活動の形で爆発することとなった。彼等の動きによって勅許阻止が実現したことは江戸幕府の権威失墜を招く結果となり、これ以降、朝廷が幕末において重要な役割を果たす契機になったといえる。

## 八十八卿
- 本事件に関与した廷臣八十八卿は以下の通り（ → Category:廷臣八十八卿 も併せて参照）。
- なお、名称こそ「八十八卿」とあるが、公卿の最低条件である従三位または参議ではない公家も含まれる。
- 「対象者」の列のソートボタンで元の順序に戻る。
- 「年齢」および「官位」は当時のもの。また、年齢は数え年。

| 対象者         | 名前の読み                    | 家格   | 年齢 | 官位                                | 備考                                                                                        |
| -------------- | ----------------------------- | ------ | ---- | ----------------------------------- | ------------------------------------------------------------------------------------------- |
| 中山忠能       | なかやま ただやす             | 羽林家 | 50歳 | 正二位・権大納言                    |                                                                                             |
| 大炊御門家信   | おおいのみかど いえこと       | 清華家 | 41歳 | 正二位・権大納言                    |                                                                                             |
| 正親町三条実愛 | おうぎまちさんじょう さねなる | 大臣家 | 39歳 | 正二位・権中納言                    |                                                                                             |
| 五条為栄       | ごじょう ためしげ             | 半家   | 55歳 | 従二位・前権中納言                  |                                                                                             |
| 今城定章       | いまき さだあき               | 羽林家 | 62歳 | 正三位・前権中納言                  | 岩倉具賢の兄                                                                                |
| 庭田重胤       | にわた しげたね               | 羽林家 | 38歳 | 正三位・参議・右近衛中将            | 庭田重基の長男                                                                              |
| 野宮定功       | ののみや さだいさ             | 羽林家 | 44歳 | 従三位・参議・左近衛中将            | 維新史料綱要データベースでは、今城の家名となっ ているが、公卿補任から野宮とすべきを誤記か。 |
| 堀河康親       | ほりかわ やすちか             | 半家   | 62歳 | 従二位・前参議                      |                                                                                             |
| 柳原光愛       | やなぎはら みつなる           | 名家   | 41歳 | 正四位上・前参議                    | 柳原前光の父                                                                                |
| 舟橋在賢       | ふなはし あきかた             | 半家   | 55歳 | 正二位・非参議                      | 舟橋遂賢の祖父                                                                              |
| 西洞院信堅     | にしのとういん のぶかた       | 半家   | 55歳 | 正三位・左兵衛督                    | 西洞院家18代当主                                                                            |
| 大原重徳       | おおはら しげとみ             | 羽林家 | 58歳 | 正三位・非参議                      |                                                                                             |
| 町尻量輔       | まちじり かずすけ             | 羽林家 | 57歳 | 正三位・大宰大弐                    | 町尻量衡の養父                                                                              |
| 愛宕通祐       | おたぎ みちやす               | 羽林家 | 60歳 | 正三位・非参議                      |                                                                                             |
| 三室戸陳光     | みむろど かたみつ             | 名家   | 54歳 | 正三位・非参議                      | 三室戸和光の父                                                                              |
| 藤波教忠       | ふじなみ のりただ             | 半家   | 36歳 | 正三位・祭主・ 神祇大副・伊勢権守   |                                                                                             |
| 豊岡随資       | とよおか あやすけ             | 名家   | 45歳 | 正三位・非参議                      |                                                                                             |
| 五辻高仲       | いつつじ たかなか             | 羽林家 | 52歳 | 正三位・非参議                      |                                                                                             |
| 持明院基政     | じみょういん もとまさ         | 羽林家 | 49歳 | 正三位・非参議                      |                                                                                             |
| 今出川実順     | いまでがわ さねあや           | 清華家 | 27歳 | 正三位・右近衛権中将                |                                                                                             |
| 倉橋泰聡       | くらはし やすとし             | 半家   | 44歳 | 正三位・治部卿                      |                                                                                             |
| 吉田良熈       | よしだ よしひろ               | 半家   | 49歳 | 正三位・神祇権大副                  |                                                                                             |
| 清岡長煕       | きよおか ながてる             | 半家   | 45歳 | 正三位・式部権大輔                  |                                                                                             |
| 飛鳥井雅典     | あすかい まさのり             | 羽林家 | 34歳 | 正三位・侍従                        |                                                                                             |
| 石井行光       | いわい ゆきてる               | 半家   | 44歳 | 正三位・非参議                      |                                                                                             |
| 桒原為政       | くわはら ためまさ             | 半家   | 44歳 | 正三位・非参議                      |                                                                                             |
| 岩倉具慶       | いわくら ともやす             | 羽林家 | 52歳 | 正三位・非参議                      |                                                                                             |
| 久世通煕       | くぜ みちさと                 | 羽林家 | 41歳 | 正三位・非参議                      |                                                                                             |
| 澤為量         | さわ ためかず                 | 半家   | 47歳 | 正三位・非参議                      |                                                                                             |
| 西四辻公恪     | にしよつつじ きみつむ         | 羽林家 | 47歳 | 正三位・非参議                      |                                                                                             |
| 武者小路実建   | むしゃのこうじ さねたけ       | 羽林家 | 49歳 | 正三位・非参議                      |                                                                                             |
| 六条有容       | ろくじょう ありおさ           | 羽林家 | 45歳 | 正三位・非参議                      |                                                                                             |
| 平松時言       | ひらまつ ときこと             | 名家   | 36歳 | 正三位・非参議                      |                                                                                             |
| 花山院家理     | かさんのいん いえさと         | 清華家 | 20歳 | 正三位・左近衛権中将                |                                                                                             |
| 交野時晃       | かたの ときあき               | 名家   | 41歳 | 従三位・非参議                      |                                                                                             |
| 長谷信篤       | ながたに のぶあつ             | 名家   | 41歳 | 従三位・非参議                      |                                                                                             |
| 唐橋在光       | からはし ありてる             | 半家   | 32歳 | 従三位・文章博士                    |                                                                                             |
| 堀河親賀       | ほりかわ ちかよし             | 半家   | 37歳 | 従三位・非参議                      | 堀河康親の子                                                                                |
| 清水谷公正     | しみずだに きんなお           | 羽林家 | 50歳 | 正四位下・右近衛権中将              |                                                                                             |
| 櫛笥隆韶       | くしげ たかつぐ               | 羽林家 | 36歳 | 四位・右近衛権中将                  |                                                                                             |
| 鷲尾隆賢       | わしお たかかた               | 羽林家 | 19歳 | 四位・右近衛権中将?                 | 鷲尾隆聚の父                                                                                |
| 錦織久隆       | にしごり ひさなか             | 半家   | 39歳 | 四位・中務大輔                      |                                                                                             |
| 阿野公誠       | あの きんみ                   | 羽林家 | 41歳 | 正四位下・左近衛権中将              |                                                                                             |
| 滋野井実在     | しげのい さねあり             | 羽林家 | 33歳 | 四位・左近衛権中将?                 | 阿野公誠の弟                                                                                |
| 梅溪通善       | うめたに みちたる             | 羽林家 | 38歳 | 正四位下・右近衛権少将              | 六条有容の弟                                                                                |
| 東園基敬       | ひがしぞの もとゆき           | 羽林家 | 39歳 | 正四位下・左近衛権少将              |                                                                                             |
| 今城定国       | いまき さだくに               | 羽林家 | 39歳 | 正四位下・右近衛権少将              | 今城定章の子                                                                                |
| 高松保実       | たかまつ やすざね             | 半家   | 42歳 | 正四位下・大膳権大夫                | 高松家6代当主。高松公祐の三男                                                               |
| 武者小路公香   | むしゃのこうじ きんか         | 羽林家 | 31歳 | 四位・侍従                          | 武者小路実建の子                                                                            |
| 西大路隆意     | にしおおじ たかもと           | 羽林家 | 39歳 | 四位・左近衛権少将                  |                                                                                             |
| 河鰭公述       | かわばた きんあきら           | 羽林家 | 40歳 | 四位・侍従                          |                                                                                             |
| 土御門晴雄     | つちみかど はれたけ           | 半家   | 32歳 | 正四位下・ 右兵衛権佐・陰陽頭       |                                                                                             |
| 三条西公允     | さんじょうにし きんあえ       | 大臣家 | 19歳 | 四位・右近衛権少将                  | 三条西季知の長男                                                                            |
| 石山基文       | いしやま もとふみ             | 羽林家 | 32歳 | 正四位下・左京権大夫                | 維新史料綱要データベースでは、石川の家名となっ ているが、公卿補任から石山とすべきを誤記か。 |
| 慈光寺有仲     | じこうじ ありなか             | 半家   | 29歳 | 正四位下・右馬頭                    |                                                                                             |
| 交野時万       | かたの ときつむ               | 名家   | 27歳 | 正四位下・少納言・侍従              |                                                                                             |
| 千種有文       | ちぐさ ありふみ               | 羽林家 | 44歳 | 従四位下?・左近衛権少将             | 今城定章と岩倉具賢の弟、千種有任の父                                                        |
| 小倉輔季       | おぐら すけすえ               | 羽林家 | 35歳 | 四位・侍従                          |                                                                                             |
| 難波宗礼       | なんば むねあや               | 羽林家 | 27歳 | 四位・侍従                          |                                                                                             |
| 愛宕通致       | おたぎ みちずみ               | 羽林家 | 31歳 | 正四位下・右京権大夫                |                                                                                             |
| 植松雅言       | うえまつ まさこと             | 羽林家 | 33歳 | 四位・弾正少弼                      |                                                                                             |
| 舟橋康賢       | ふなはし みちかた             | 半家   | 18歳 | 従四位上・少納言・ 侍従・明経博士   |                                                                                             |
| 東坊城夏長     | ひがしぼうじょう なつなが     | 半家   | 23歳 | 四位・少納言                        | 東坊城聡長の子                                                                              |
| 岩倉具視       | いわくら ともみ               | 羽林家 | 34歳 | 従四位上・侍従                      | 堀河康親の実子、岩倉具慶の婿養子                                                            |
| 堀河康隆       | ほりかわ やすたか             | 半家   | 23歳 | 四位・刑部大輔                      | 堀河康親の実子、堀河親賀の弟・養子                                                          |
| 倉橋泰顕       | くらはし やすてる             | 半家   | 24歳 | 従四位上・左馬頭                    |                                                                                             |
| 勧修寺顕彰     | かじゅうじ あきてる           | 名家   | 45歳 | 四位・右中弁                        | 中御門経之と芝山弘豊の兄、穂波経度の実父、勧修寺経理の養父                                  |
| 石野基佑       | いわの もとすけ               | 羽林家 | 24歳 | 四位・治部大輔                      | 持明院基哲の実父                                                                            |
| 穂波経度       | ほなみ つねのり               | 名家   | 22歳 | 従四位下・左京大夫                  |                                                                                             |
| 吉田良義       | よしだ なかよし               | 半家   | 22歳 | 従四位下・侍従                      |                                                                                             |
| 芝山弘豊       | しばやま ひろとよ             | 名家   | 22歳 | 民部大輔                            | のち、敬豊と諱を改める。                                                                    |
| 裏辻公愛       | うらつじ きんよし             | 羽林家 | 38歳 | 侍従                                |                                                                                             |
| 中御門経之     | なかみかど つねゆき           | 名家   | 39歳 | 正五位上・ 右中弁検非違使右衛門権佐 |                                                                                             |
| 山本実政       | やまもと さねのり             | 羽林家 | 33歳 | 五位                                | 山本実庸の父                                                                                |
| 四条隆謌       | しじょう たかうた             | 羽林家 | 31歳 | 正五位下・無官                      | 七卿落ちの一人                                                                              |
| 園基祥         | その もとさち                 | 羽林家 | 26歳 | 五位                                |                                                                                             |
| 持明院基和     | じみょういん もとまさ         | 羽林家 | 25歳 | 五位                                | 持明院基政の子                                                                              |
| 梅渓通治       | うめたに みちとう             | 羽林家 | 28歳 | 五位                                | 梅渓通善の養子                                                                              |
| 勧修寺経理     | かじゅうじ つねおさ           | 名家   | 34歳 | 五位                                |                                                                                             |
| 六条有義       | ろくじょう ありよし           | 羽林家 | 30歳 | 五位                                | 六条有容の子                                                                                |
| 葉室長邦       | はむろ ながくに               | 名家   | 21歳 | 五位                                | 葉室長通の養父                                                                              |
| 橋本実梁       | はしもと さねやな             | 羽林家 | 25歳 | 五位                                |                                                                                             |
| 姉小路公知     | あねがこうじ きんさと         | 羽林家 | 20歳 | 正五位下・無官                      | 指導者。                                                                                    |
| 千種有任       | ちぐさ ありとう               | 羽林家 | 23歳 | 五位                                |                                                                                             |
| 錦小路頼徳     | にしきこうじ よりとみ         | 半家   | 24歳 | 従五位上?・大和権介                 | 七卿落ちの一人                                                                              |
| 西四辻公業     | にしよつつじ きみなり         | 羽林家 | 21歳 | 五位                                |                                                                                             |
| 澤宣嘉         | さわ のぶよし                 | 半家   | 24歳 | 従五位上・主水正                    | 石山基文の弟、澤為量の婿養子、七卿落ちの一人                                                |
| 岩倉具綱       | いわくら ともつな             | 羽林家 | 18歳 | 五位                                | 岩倉具視の娘婿                                                                              |